# Ernesto Escobedo
Ernesto Escobedo (Los Ángeles, 4 de julio de 1996) es un jugador de tenis mexicano.
En enero de 2023, Escobedo dejó de representar a Estados Unidos a favor de representar a México en torneos.
El primo de Escobedo, es Emilio Nava, también es tenista profesional.

## Títulos Challenger
| Leyenda               | Individuales | Dobles |
| --------------------- | ------------ | ------ |
| ATP Challenger Series | 4            | 1      |

### Individual (4)
| N.º | Fecha                 | Torneo                  | Superficie | Oponentes         | Resultado           |
| --- | --------------------- | ----------------------- | ---------- | ----------------- | ------------------- |
| 1.  | 31 de julio de 2016   | Challenger de Lexington | Dura       | Frances Tiafoe    | 6–2, 6–7(6), 7–6(3) |
| 2.  | 15 de octubre de 2016 | Challenger de Monterrey | Dura       | Denis Kudla       | 6–4, 6–4            |
| 3.  | 28 de julio de 2019   | Challenger de Granby    | Dura       | Yasutaka Uchiyama | 7-6(5), 6–4         |
| 4.  | 8 de enero de 2022    | Challenger de Bendigo   | Dura       | Enzo Couacaud     | 5-7, 6-3, 7-5       |

#### Finalista (2)
| N.º | Fecha                    | Torneo                  | Superficie    | Oponentes    | Resultado     |
| --- | ------------------------ | ----------------------- | ------------- | ------------ | ------------- |
| 1.  | 24 de abril de 2016      | Challenger de São Paulo | Tierra batida | Gonzalo Lama | 2–6, 2–6      |
| 2.  | 12 de septiembre de 2016 | Challenger de Cary      | Dura          | James McGee  | 6–1, 1–6, 4–6 |

### Dobles (1)
| N.º | Fecha              | Torneo                    | Superficie | Pareja             | Oponentes                          | Resultado        |
| --- | ------------------ | ------------------------- | ---------- | ------------------ | ---------------------------------- | ---------------- |
| 1.  | 6 de junio de 2021 | Challenger de Little Rock | Dura       | Nicolás Barrientos | Christopher Eubanks Roberto Quiroz | 4-6, 6–3, [10-5] |